# Seihantai na Kimi to Boku
Seihantai na Kimi to Boku (正反対な君と僕?), también conocida como You and I Are Polar Opposites en inglés, es una serie de manga japonés escrito e ilustrado por Kōcha Agasawa. Se publicó originalmente como un one-shot en el sitio web Shōnen Jump+ de Shūeisha el 7 de enero de 2021, antes de ser serializado en el mismo sitio web a partir del 2 de mayo de 2022. Se ha recopilado hasta el momento en tres volúmenes tankōbon.

## Contenido de la obra

### Manga
Seihantai na Kimi to Boku es escrito e ilustrado por Kōcha Agasawa. Fue publicado inicialmente como un one-shot en el sitio web Shōnen Jump+ de Shūeisha el 7 de enero de 2021. Comenzó a serializarse en el mismo sitio web el 2 de mayo de 2022. El primer volumen tankōbon se publicó el 4 de julio de 2022, y hasta el momento se han lanzado tres volúmenes.
En junio de 2022, Shūeisha comenzó a lanzar la serie en inglés en su sitio web y aplicación Manga Plus.

#### Lista de volúmenes
| Volumen 1 | ISBN                   | Publicado          |
| Volumen 1 | ISBN 978-4-08-883125-1 | 4 de julio de 2022 |
| |                        |                    |
| - 1. «Suzuki y Tani» (鈴木と谷 Suzuki to Tani?) - 2. «De Tani a Suzuki» (谷から鈴木へ Tani kara Suzuki e?) - 3. «¡Primera cita!» (初デート！ Hatsu Dēto!?) - 4. «La pirámide social» (ヒエラルキー Hierarukī?) - 5. «"¡Linda!"» (「可愛い」 "Kawaii"?) - 6. «Grupo de estudio°» (勉強会° Benkyōkai°?) |                        |                    |

| Volumen 2 | ISBN                   | Publicado            |
| Volumen 2 | ISBN 978-4-08-883275-3 | 4 de octubre de 2022 |
| |                        |                      |
| - 7. «Noches de verano, tiendas de conveniencia y...» (夏の夜とコンビニと Natsu no Yoru to Konbini to?) - 8. «¡Es un Festival Estival!» (祭りだ祭りだ Matsuri da Matsuri da?) - 9. «Deseos latentes» (潜在的願望 Senzai-teki Ganbō?) - 10. «Una inclinación subconsciente» (無自覚な癖 Mujikaku na Heki?) - 11. «¡Vacaciones de verano!» (夏休み！ Natsuyasumi!?) - 12. «Una historia de historias» (それぞれいろいろ Sorezore Iroiro?) - 13. «Festival cultural Parte 1» (文化祭1 Bunkasai 1?) - 14. «Festival cultural Parte 2» (文化祭2 Bunkasai 2?) |                        |                      |

| Volumen 3 | ISBN                   | Publicado          |
| Volumen 3 | ISBN 978-4-08-883395-8 | 3 de marzo de 2023 |
| |                        |                    |
| - 15. «Seguimiento del festival» (祭りのあと Matsuri no Ato?) - 16. «Una habitación bajo la lluvia de otoño» (部屋と秋時雨 Heya to Aki Shigure?) - 17. «Un corazón palpitante» (ドキドキ Dokidoki?) - 18. «Un momento sincero» (モヤモヤ Moyamoya?) - 19. «Un sentimiento persistente» (シャッターチャンス Shattā Chansu?) - 20. «Una dama indulgente» (許す女 Yurusu On'na?) - 21. «¡Sorpresa!» (サプライズ！ Sapuraizu!?) - 22. «¡Planificación!» (プランニング！ Puranningu!?) |                        |                    |

#### Capítulos que aún no están en formatotankōbon
Estos capítulos aún no se han publicado en un volumen tankōbon.
- 23. «Cavilaciones» (意識 Ishiki?)
- 24. «Reteniendo en silencio» (サイレント遠慮 Sairento Enryo?)
- 25. «Viaje escolar Parte 1» (修学旅行1 Shūgakuryokō 1?)
- 26. «Viaje escolar Parte 2» (修学旅行2 Shūgakuryokō 2?)
- 27. «Viaje escolar Parte 3» (修学旅行3 Shūgakuryokō 3?)
- 28. «Viaje escolar Parte 4» (修学旅行4 Shūgakuryokō 4?)

### Anime
El 25 de noviembre de 2024, se anunció una adaptación de la serie al anime. La serie está producida por Lapin Track y su estreno está previsto para enero de 2026. Crunchyroll obtuvo la licencia de la serie en América del Norte, América Central, América del Sur, Europa, África, Oceanía, Oriente Medio, CEI e India.

## Recepción
En 2022, la serie fue nominada en el Next Manga Award en la categoría Web Manga, y ocupó el segundo lugar entre 50 nominados. Ocupó el puesto 34 en la lista de «Libro del año» de 2022 de la revista Da Vinci. La serie ocupó el noveno lugar en la lista de los mejores manga para lectores masculinos en la edición 2023 de Kono Manga ga Sugoi! de Takarajimasha, empatando con Midori no Uta: Shūshū Gunfū.
Louis Kemner de Comic Book Resources comparó positivamente la serie con Sono Bisque Doll wa Koi o Suru, notando las similitudes en la química de los personajes principales y el uso de la historia del paradigma romántico de «los opuestos se atraen».